# The Descent 2
Pour les articles homonymes, voir Descent.
Série
The Descent
(2005)
Pour plus de détails, voir Fiche technique et Distribution.
The Descent 2 ou La Descente 2 au Québec (titre original : The Descent: Part 2) est un film d'horreur britannique réalisé par Jon Harris, sorti en 2009.
Il s'agit de la suite de The Descent de Neil Marshall (2005).

## Synopsis
Une équipe de sauvetage retrouve Sarah, qui est devenue amnésique, rescapée de l'expédition. Ils redescendent alors pour rechercher d'éventuels survivants. Mais le cauchemar recommence.

## Fiche technique
- Titre original : The Descent: Part 2
- Titre français : The Descent 2
- Titre québécois : La Descente 2
- Réalisation : Jon Harris
- Scénario : James Watkins, J. Blakeson et James McCarthy
- Direction artistique : Michael Kelm et Mark Scruton
- Décors : Simon Bowles
- Costumes : Nancy Thompson
- Photographie : Sam McCurdy
- Montage : Jon Harris
- Musique : David Julyan
- Production : Ivana Mackinnon et Christian Colson
- Société de production : Celador Films
- Société de distribution : Pathé
- Budget : 313 739 de livres[réf. nécessaire]
- Pays d'origine : Royaume-Uni
- Langue originale : anglais
- Genre : horreur
- Dates de sortie :
  -  France : 14 octobre 2009
  -  Royaume-Uni : 2 décembre 2009
- Classification : Interdit aux moins de 12 ans en France et au Québec lors de sa sortie en salles mais aux moins de 16 ans à la télévision

## Distribution
- Shauna Macdonald (VF : Anneliese Fromont : VQ : Pascale Montreuil) : Sarah Carter
- Natalie Mendoza (VF : Karine Foviau : VQ : Marika Lhoumeau) : Juno « June » Caplan
- Gavan O'Herlihy (VF : Jean-Jacques Moreau : VQ : Benoît Rousseau) : Vaines
- Anna Skellern (VQ : Ariane-Li Simard-Côté) : Cath
- Krysten Cummings (VF : Aurelie Nollet : VQ : Manon Arsenault) : Elen Rios
- Joshua Dallas (VF : Jean-Marie Rollin : VQ : Philippe Martin) : Greg
- Douglas Hodge (VF : Julien Meunier : VQ : François Godin) : Dan
- Axelle Carolyn : Lambert

Source et légende : Version québécoise (V.Q.) sur Doublage Québec.